# Pliotrema warreni
Genre
Espèce
Répartition géographique
Statut de conservation UICN

 NT  : Quasi menacé
Pliotrema warreni, communément appelé Requin-scie flutian, est une espèce de requins appartenant à la famille des Pristiophoridae. C'est la seule espèce de son genre Pliotrema (monotypique).

## Répartition
Le Requin-scie flutian se trouve dans le sud-est de l'Atlantique et sud-ouest de l'océan Indien. Les rares spécimens observés l'ont été en Afrique du Sud et dans l'océan Indien, le long des côtes du Mozambique.

## Identification
C'est le seul requin-scie pourvu de 6 paires de fentes branchiales. Il a un long museau pointu et aplati en rostre pourvu de dents latérales ainsi que deux longs barbillons prénarinaires au niveau des dents rostrales postérieures, soit plus près de la bouche que les autres espèces.
Sa coloration est brun pâle dessus et blanche dessous.
La femelle peut mesurer 1,36 m tandis que le mâle est plus petit, aux alentours des 1,12 m.

## Biologie
Ce requin est inoffensif. Il se nourrit de poissons osseux, de crustacés et de céphalopodes au large, sur les plateaux continentaux et sur les parties supérieures des talus à une profondeur comprise entre 37 et 500 m.